# 오르헤이구
오르헤이구(루마니아어: Orhei)는 몰도바 동부에 위치한 구로 행정 중심지는 오르헤이이며 면적은 1,228km2, 인구는 125,900명(2011년 기준)이다. 동쪽으로는 드니스테르강을 경계로 트란스니스트리아와 접하며 북쪽으로는 레지나 구, 서쪽으로는 컬러라시 구, 텔레네슈티 구, 남쪽으로는 스트러셰니 구, 크리울레니 구와 접한다.